# Roures d'Ormoier
Els roures d'Ormoier (Quercus robur) I, II i IV són uns arbres de cinc segles d'edat que es troben a Montagut i Oix (la Garrotxa).

## Dades descriptives
- Perímetre del tronc a 1,30 m: 3,95 m (I), 5,17 m (II) i 4,92 m (IV).
- Perímetre de la base del tronc: 5,40 m (I), 7,41 m (II) i 3,75 m (IV).[1]
- Alçada: 18 m (I), 27 m (II) i 30 m (IV).
- Amplada de la capçada: 24,9 m (I), 28,6 m (II) i 31 m (IV).
- Altitud sobre el nivell del mar: 391 m.

## Entorn
Estan situats a l'esplanada de Plancesilles (prop de la masia de Cabesses) al peu de l'imponent Tossal Gros i a un centenar de metres de la capella de Sant Miquel d'Hortmoier. És un pla de prat de pastura, on normalment hi ha vaques i ovelles. El quart roure és en una boixeda. Molt a prop del prat hi ha la riera de Beget, amb avellanoses espesses i també belles pomeres de muntanya. L'herbassar espès del prat està format per trèfoles, gramínies diverses, peus de llebre, plantatges de fulla estreta i ampla, agrimònies, trepons, pericons, crisantems, malves, milfulles i potentil·les; als marges hi ha bardissars d'aranyoner i esbarzers. És remarcable la diversitat d'arbres: boixos, til·lers, roures pènols, trèmols, cirerers boscans, pomeres silvestres, oms, castanyers, verns, gatsaules i vergateres. El pinsà borroner i l'àliga marcenca a l'estiu són dues espècies que s'hi poden trobar fàcilment.

## Aspecte general

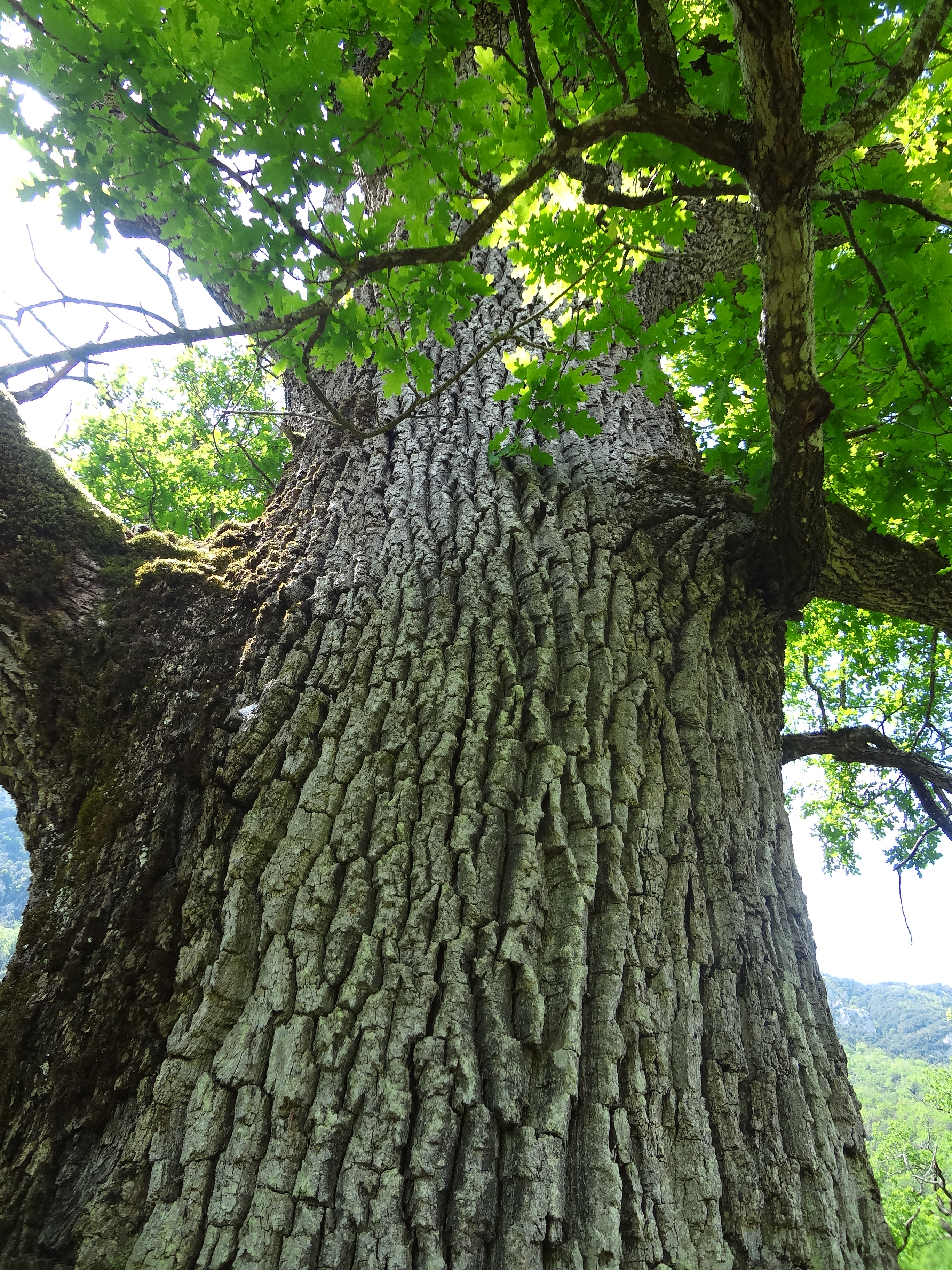

El primer roure presenta un estat de regressió clarament perceptible a la vista, té poca espessor de fullatge, però tot i això sembla més sa que no pas el segon, que, dels tres, és el que està en pitjor estat. Viu amb força dificultats i la regressió sembla imparable si no s'ajuda l'arbre. Hi havia un tercer roure també de gran envergadura, molt conegut i fotografiat, que formava part del conjunt dels tres grans roures d'Ormoier. L'any 1996, ja en mal estat a causa d'una infecció de fongs, una ventada el va tombar. A uns vuitanta metres, enmig d'una espessa boixeda, hi ha un quart roure, de dimensions força dignes, segurament fill del tercer. Presenta una bifurcació basal que dona un únic tronc. El tronc (o braç) que queda globalment sembla més sa que els altres dos roures i presenta major espessor general de capçada. Aquest arbre és un bon candidat per arribar a ésser monumental.

## Curiositats
L'any 1748, el rei Ferran VI, va declarar boscos de la Marina Reial, els boscos que es trobaven a menys de "25 leguas" (138 km) de costes i rius navegables, i podien marcar i tallar els arbres que consideraven idonis per a la construcció naval. Aquests roures, sembla que van ser marcats, per això també es coneixen a la comarca com a Roures del Rei.

## Accés
Cal seguir el camí forestal que va d'Oix a Sant Miquel d'Hortmoier. A l'altura de la Palanca, és necessari caminar uns 20 minuts en direcció al santuari de Sant Miquel d'Hortmoier. El camí es va espesseint i arriba un moment en què l'entorn és una avellanosa molt salvatge i densa. Poc després s'ha de travessar la riera de Beget i, uns cinquanta metres després i a mà dreta, hom pot veure l'esplanada amb aquests roures espectaculars. GPS 31T 0461706 4682891.

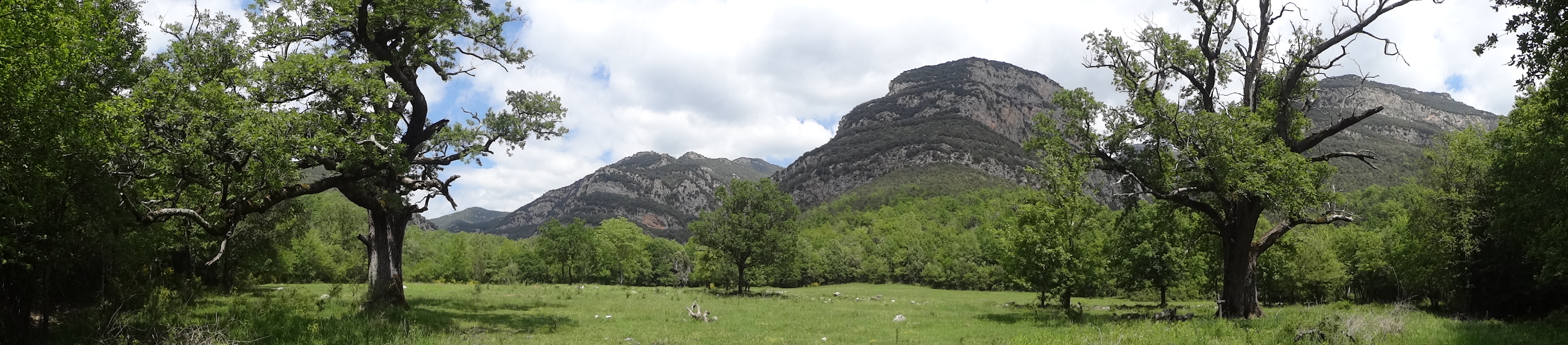